# ...e semm partii
...e semm partii (/e sem parˈtiː/) è il secondo album in studio del cantante italiano Davide Van De Sfroos, pubblicato nel 2001 dalla Tarantanius.

## Il disco
Reduce dai discreti successi letterari di Van De Sfroos, riscuote un buon successo di pubblico e delle ottime critiche. I testi seguono la falsariga del precedente disco Brèva e Tivàn e delle canzoni realizzate con i De Sfroos, narrando con sonorità blues e folk le tragicomiche avventure di emigranti con valigie semivuote che sperano di raggiungere l'America senza naufragare, ferrovieri sognatori, pescatori che incontrano creature mostruose, marinai che girano il mondo, viaggiatori malinconici ed un singolare personaggio che, tentando di rapinare il cassiere di una banca con una pistola finta, scopre che si tratta di suo figlio.

## Tracce
1. El Bestia
2. Sügamara
3. Kapitan Kurlash
4. Trenu Trenu
5. ...E semm partii
6. Me canzun d'amuur en scrivi mai
7. L'omm de la tempesta
8. Grand Hotel
9. El mustru
10. Televisiòn
11. San Macacu & San Nissoen
12. La ballata delle 4 carte
13. Il ladro dello zodiaco
14. Ventanas

## Formazione
- Davide Van De Sfroos - voce, chitarra acustica
- Alessandro Parilli - basso
- Diego Scaffidi - batteria, percussioni, cori, voce recitante (in ...E semm partii, Grand Hotel e El mustru)
- Claudio Beccaceci - chitarra classica, chitarra acustica, chitarra elettrica
- Riccardo Merolidio - chitarra classica (in Sügamara), mandolino (in ...E semm partii)
- Robi Gobbi Frattini - chitarra elettrica (in Kapitan Kurlash)
- Maurizio "Gnola" Glielmo - dobro (in Trenu Trenu)
- Davide Brambilla - fisarmonica, tastiere, tromba
- La Banda Osiris - fiati (in Grand Hotel e Il ladro dello zodiaco)
- Le Balentes - cori (in Sügamara e ...E semm partii)
- Dario Civetta - voce recitante (in ...E semm partii)
- Lorenzo Monguzzi - voce recitante (in ...E semm partii)
- Michele Brambilla - voce recitante (in ...E semm partii)
- Walter Borromeo - voce recitante (in ...E semm partii)
- Johnny Biree - voce recitante (in Grand Hotel e El mustru)
- Maxxer - voce recitante (in Grand Hotel e El mustru)
- Marina - voce recitante (in Grand Hotel)
- Baffo - voce recitante (in Grand Hotel e El mustru)
- Teresa Casetta - voce recitante (in Grand Hotel)